# Pavel Svoboda
Pavel Svoboda (Praag, 9 april 1962) is een Tsjechisch jurist en politicus.
Svoboda studeerde van 1980 tot 1984 rechten aan de Karelsuniversiteit Praag en promoveerde in 1985. Van 1984 tot 1989 werkte hij als jurist bij de Ochranný svaz autorský, een Tsjechische collectieve beheersorganisatie voor auteursrechten. In 1992 voltooide hij een postdoctorale studie sociale wetenschappen aan de Universiteit van Toulouse. Hij studeerde vervolgens nog een jaar aan de Haagsche Academie voor Internationaal Recht en het European University Institute. Sinds 1994 is hij advocaat, gespecialiseerd in Europees recht, intellectuele eigendom en mededinging.
Svoboda werd in 2004 viceminister van Buitenlandse Zaken, een functie die hij tot 2006 zou vervullen. In 2009 was hij enkele maanden voorzitter van de Legislativní rada vlády, een belangrijk adviesorgaan van de Tsjechische regering. Svoboda werd op 9 juni 2013 door de leden van de Christendemocratische Unie-Tsjechische Volkspartij gekozen om de lijst voor de Europese Parlementsverkiezingen van 2014 aan te voeren. De partij behaalde drie zetels en is onderdeel van de fractie van de Europese Volkspartij. Svoboda is sinds 7 juli 2014 voorzitter van de commissie juridische zaken.